# عمر پینزون
عمر پینزون (به انگلیسی: Omar Pinzón) (زادهٔ ۱۷ ژوئن ۱۹۸۹) شناگر اهل کلمبیا است.